# El Salomó
El Salomó és una masia del terme municipal de Granera, a la comarca catalana del Moianès. Pertanyia a la parròquia de Sant Martí de Granera. És una obra inclosa a l'Inventari del Patrimoni Arquitectònic de Catalunya.

## Situació

El Salomó, respecte del terme de Granera

Està situada a 852,9 metres d'altitud en el sector sud-est del terme municipal, damunt i a ponent de la cinglera de la Baga del Salomó, a l'esquerra del torrent de la Font del Salomó. És al nord de la cinglera del Salomó, a migdia del collet del Salomó i a llevant del bosc del Salomó. És al sud-est de la masia de Tantinyà i al sud-oest de la de Salvatges.
S'hi accedeix des de la masia de la Riera, 700 metres al sud-est del poble de Granera, des d'on surt una pista rural de terra en bon estat que marxa cap al sud, en direcció a la masia de l'Óssol. La pista segueix la vora esquerra del torrent de la Riera fins que, a quasi 400 metres de la Riera, troba un trencall, al cap de poc travessa el torrent i el segueix aigües amunt pel costat dret, fins que arriba al lloc d'on surt cap al nord-est el camí de Tantinyà.
Aleshores el camí continua cap a llevant i travessa el torrent del Salomó, per tal de seguir-lo pel costat esquerre també aigües amunt. Al cap d'una mica, el camí arriba a una placeta, des d'on surten cap al Salomó dos camins: un cap a l'est i l'altre cap al sud-est. És preferible aquest segon, que segueix la vall del torrent de l'Óssol pel costat dret, fins que, al cap de 300 metres, troba un trencall cap a llevant que s'enfila cap a la serra de l'Óssol. Segueix tota la carena cap al sud-est, fins que arriba als plans de damunt de la cinglera del Salomó; en aquest lloc el camí torç cap al nord-est, fins que arriba a la masia del Salamó. Des de la Riera és un recorregut de 2,6 quilòmetres.

## Descripció

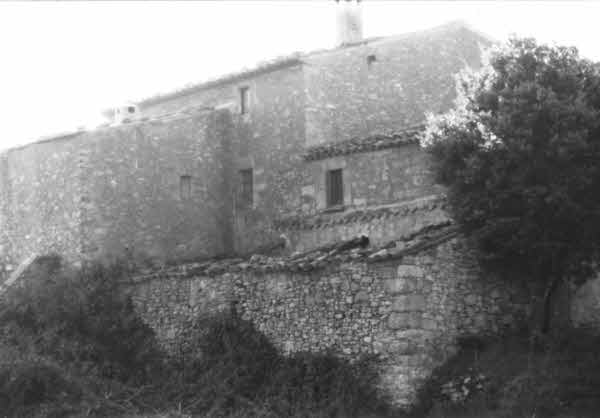
El Salomó el 1990

Masia de planta rectangular amb coberta a dues vessants i carener perpendicular a la façana. Consta de planta baixa i dos pisos. Es tracta d'una construcció asimètrica com a resultat d'haver afegit un cos nou, la galeria. La divisòria entre els dos cossos és clarament visible. La façana de paredat arrebossat amb un ràfec imbricat no té cap element arquitectònic, sembla reconstruït, ja que la porta principal té una inscripció: "... Remuntada...". La inscripció del portal és pràcticament il·legible.
La part posterior correspon a la primitiva masia. Una part es troba arrebossada però es poden apreciar els carreuons, reservant els carreus per les cantonades. Es conserven tres espitlleres. L'altra part està enfonsada i només se'n conserven els murs de pedra i dos espitlleres. Per construir la masia actual es van construir uns contraforts per donar fermesa al conjunt. Hi ha diversos annexes que formen el barri, on s'emmagatzemava la palla i es recollia el bestiar.